# Banteng
Banteng (Bos javanicus) je jedním ze čtyř (příp. tří) druhů žijících divokých turů. Stejně jako u všech divokých forem turů je jeho domovinou Asie. Zoologové rozlišují tři poddruhy – banteng jávský (Bos javanicus javanicus), který dal název celému druhu, banteng bornejský (Bos javanicus lowi) a banteng barmský (Bos javanicus birmanicus).
Poddruhy jávský a barmský jsou přímo ohroženy, banteng bornejský je s největší pravděpodobností vyhynulý. V současnosti populace nepřesahuje 8 000 jedinců.
Domestikovanou formou bantenga je tur balijský (Bos javanicus f. domestica).

## Galerie

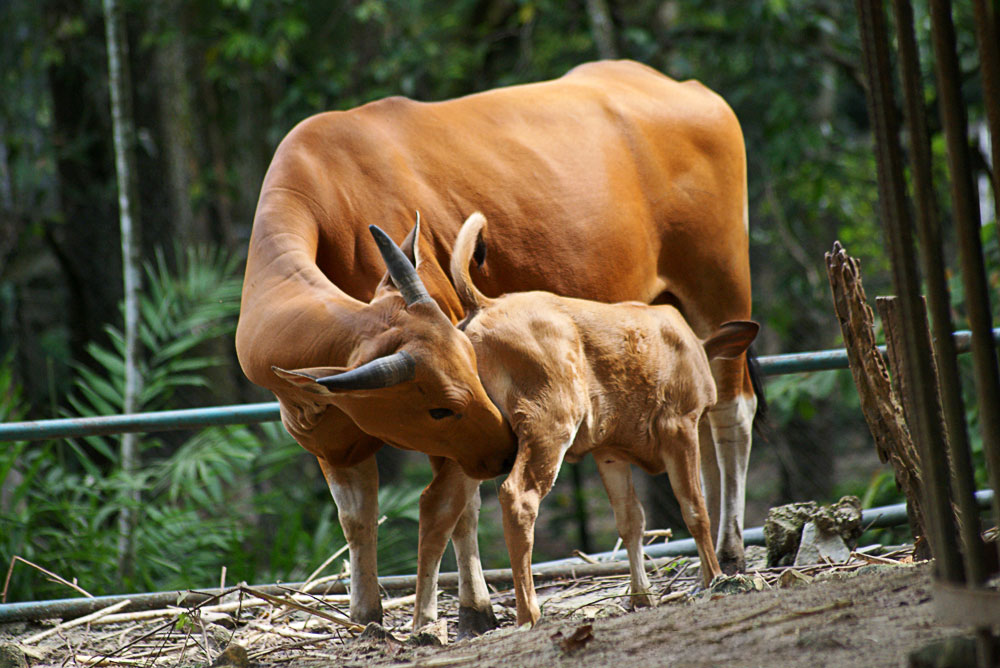
Kráva s teletem
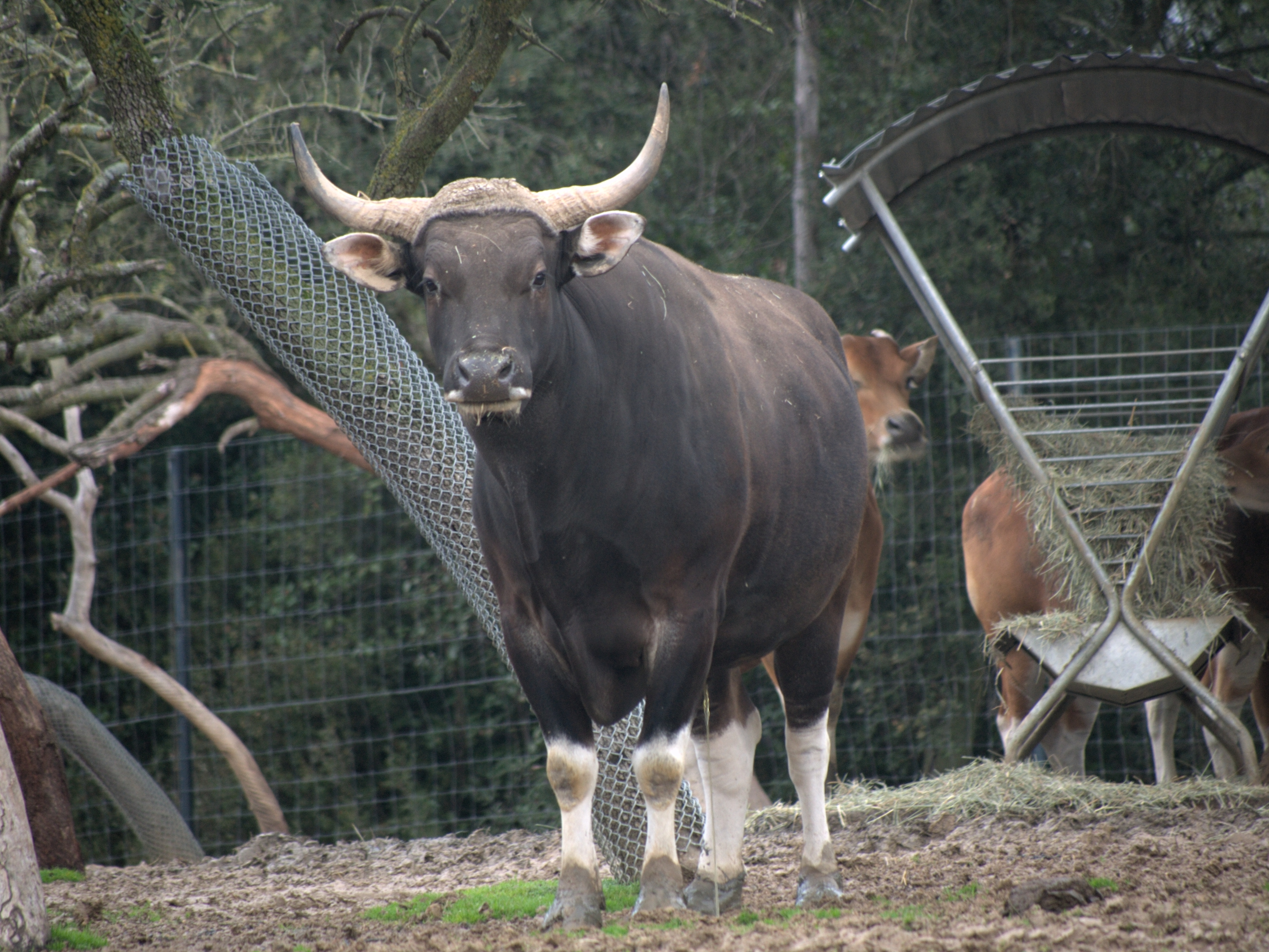
Býk